# Esterplast
Samlingsnamnet esterplast betecknar olika typer av plastmaterial och innefattar både omättad esterplast och mättad esterplast. Av dessa två är den mättade esterplasten det härdade materialet som skapas ur den omättade polymeren.